# Hintersee (Ramsau)

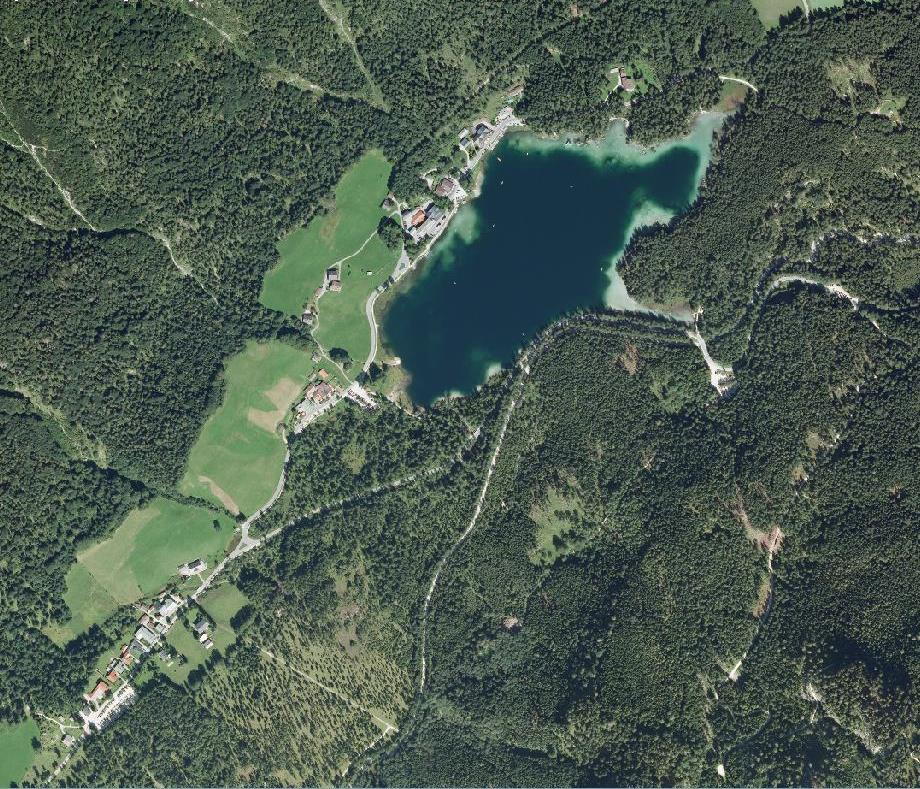
Orthofoto von See und Ort

Hintersee ist ein Gemeindeteil von Ramsau bei Berchtesgaden, benannt nach dem Hintersee, an dessen Westufer er liegt.

## Lage
Der Ortsteil ist seitens der amtlichen Statistik als Dorf klassifiziert und hat seinen Namen vom Hintersee, an dessen Westufer es sich über 1600 Meter in Richtung Südwesten bis zum Gasthof Auzinger, und weiter bis zum Klausbachhaus (Nationalpark-Informationsstelle) an der Hirschbichlstraße erstreckt. Der Ortsteil liegt in der Gemarkung Ramsau an der Grenze zur Gemarkung des Forstes Hintersee, einem früher gemeindefreien Gebiet, das seit dem 1. Januar 1984 zur Gemeinde Ramsau gehört. Die Gemarkungsgrenze verläuft entlang des Westufers, während der Hintersee selbst bereits Teil der Gemarkung Forst Hintersee ist.
Durch den Ortsteil fließt der Antonigraben, einer der Zuflüsse des Hintersees, der unterhalb des Edelweißlahnerkopfs entspringt und wenige Meter von der Antonikapelle entfernt in den See mündet. Weitere durch den Ort gehende Zuflüsse des Hintersees sind der Toneckergraben und der Hinterseegraben.

## Geschichte
Am heutigen Ortsteil Hintersee vorbei führte ein wichtiger Handelsweg über den Hirschbichl in den Pinzgau, der vermutlich nach Gründung des Klosterstifts Berchtesgaden auch zur ersten Besiedlung der „Urgnotschaft“ Ramsau beigetragen hat.
Bereits 1389 stand auf dem einstigen Anwesen Hintersee eine Taferne, und das Wörndllehen wurde erstmals 1461 urkundlich erwähnt.
Noch 1698 werden für das Gebiet des heutigen Ortsteils Hintersee lediglich die beiden Anwesen Hintersee (Hofjagdstallgebäude) und Wörndllehen innerhalb des zweiten Gnotschafterbezirks der damaligen „Urgnotschaft“ Ramsau aufgeführt. Dieser zweite Gnotschafterbezirk entspricht jetzt den Gnotschaften Antenbichl und Taubensee. Außer diesen Anwesen gab es im Bereich des heutigen Dorfes nur noch die Antonikapelle 500 Meter weiter nördlich. Erst etwa 30 Jahre später ist auf Karten ein weiteres Anwesen namens Keinziel zu finden, das auf der aktuellen topographischen Karte als Kainzierl eingetragen aber allgemein unter dem Namen Kainzierlhof bekannt ist. Das bislang im ausmärkischen Forstbezirk Hintersee gelegene Hofjagdstallgebäude Hintersee wurde 1904 in die Gemeinde Ramsau eingemeindet.
Als eine der ersten Postbuslinien wurde 1907 ab dem Vorplatz des Berchtesgadener Bahnhofs die Verbindung Berchtesgaden–Hintersee eingerichtet, die zugleich auch den Fremdenverkehr vor Ort befördern half.

Postbus nach Hintersee (1907)

Anfang der 1940er Jahre erwarb der NS-Autobahnfunktionär und spätere Rüstungsminister Fritz Todt das Zollhaus. Dieses Haus an der Hirschbichl-Straße wurde 1978 von seinen Töchtern verkauft.
Nach der Bombardierung des Obersalzbergs wurde ein Teil der NS-Funktionäre an den Ortsteil Hintersee verlegt. Kurz vor Ende des Zweiten Weltkrieges wurde dort am 1. Mai 1945 auf Befehl von General August Winter das Kriegstagebuch des Oberkommandos der Wehrmacht (OKW) mit sämtlichen Text- und Anlagenbänden vernichtet. Ebenso wurden dort auf Geheiß des Leiters des Stenografischen Dienstes im Führerhauptquartier, Kurt Peschel, und des persönlichen Referenten Martin Bormanns, Hans Müller, auch die maschinenschriftlichen Protokolle aller Lagebesprechungen in den sogenannten Führerhauptquartieren von September 1942 bis April 1945 sowie die Originalstenogramme verbrannt. Einige der Stenogramme konnten am 9. Mai durch den US-Militär-Nachrichtendienst CIC geborgen werden.
Von 1929 bis 1967 hatte Hintersee eine eigene Poststelle und eine eigene Postleitzahl (8241). 1967 wurde die Poststelle aus wirtschaftlichen Gründen geschlossen.
Erstmals im Amtlichen Ortsverzeichnis für Bayern zur Volkszählung 1961 wurde Hintersee als separater amtlich benannter Gemeindeteil gelistet, mit Klammer-Zusatz Teil der Gnotsch. Antenbichl, und seit dem entsprechenden Verzeichnis zur Volkszählung 1970 als Dorf und ohne Klammer-Zusatz.

### Einwohnerentwicklung
Bei der Volkszählung 1961 wurden in Hintersee 176 Einwohner in 25 Wohngebäuden festgestellt und es war 1964 ein Ortsteil der Gemeinde Ramsau, südwestlich in der Gnotschaft Antenbichl gelegenen. In den Daten der Volkszählung vom 25. Mai 1987 wird Hintersee als Dorf geführt, mit nur noch 95 Einwohnern, die in 22 Gebäuden mit Wohnraum in 37 Wohnungen lebten.

### Gastronomie

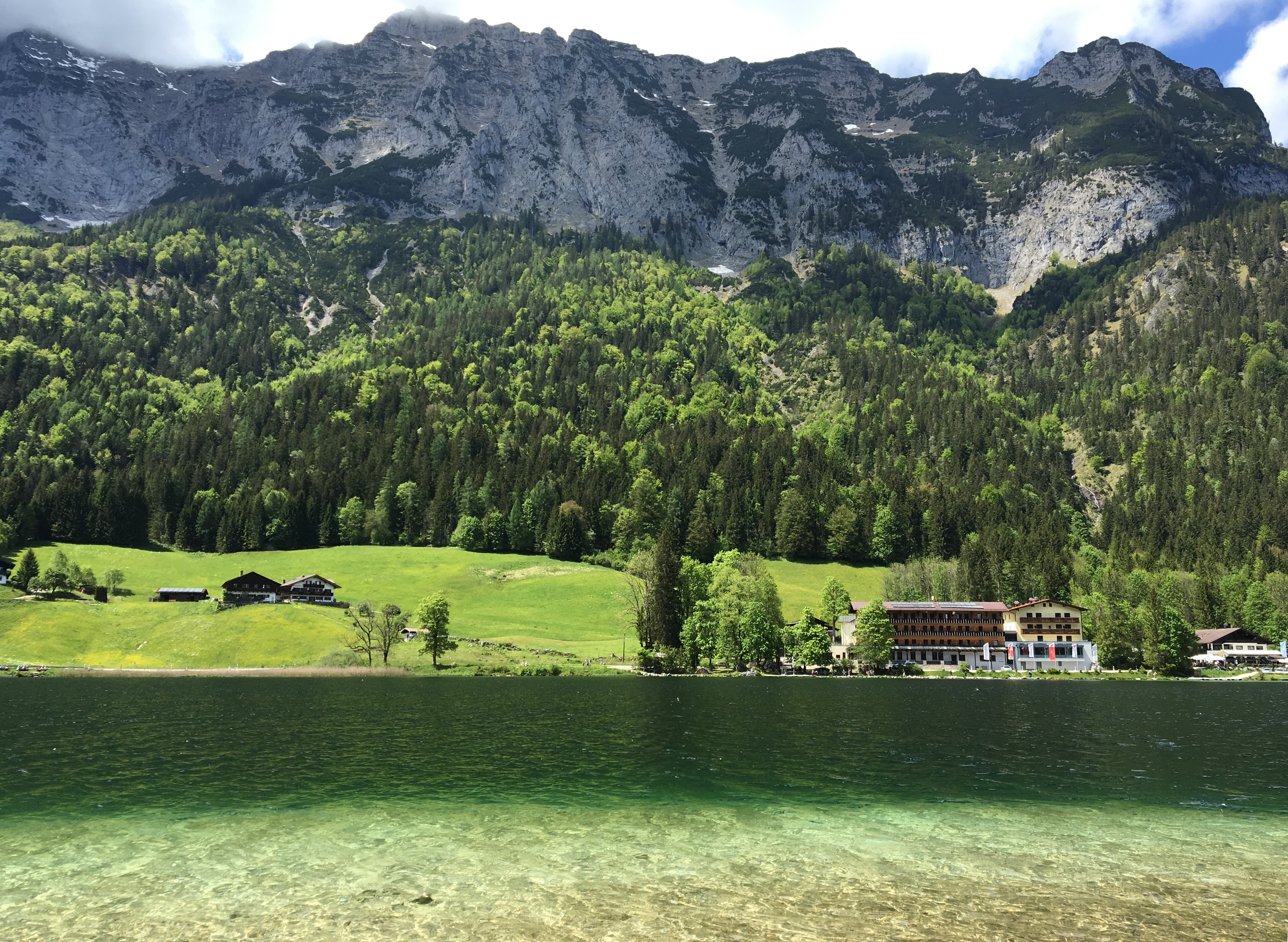
Seeufer, von li. n. re.: Pension Kainzierlhof, CVJM-Gästehaus (im Umbau) und Gasthaus Seeklause

Auf dem einstigen Anwesen Hintersee wurde bereits 1389 einem „Hansi Hinterseer“ für die Taferne am Hintersee als erstem Gasthaus der Gegend ein „Erbrechtsbrief“ der Reichsprälatur Berchtesgaden ausgestellt. Das im Auslauf des Hinterseegrabens später als Hint. See Wirth eingetragene „alte Wirtshaus“ wurde in den Jahren 1809, 1862 und 1867 durch Lawinen zerstört. Danach hat man diesen Standort aufgegeben und den heute denkmalgeschützten Gasthof Auzinger, der ab 1879 dank Babette Auzinger auch vielen bekannten Landschaftsmalern der Münchner und Wiener Schule als Herberge diente, etwa 200 m westlich davon und damit außerhalb der Gefahrenzone errichtet.
In dem 1867 erbauten Forsthaus am Hintersee ist des Öfteren Prinzregent Luitpold nach der Jagd abgestiegen. Nach Begründung der Bayerischen Räterepublik suchte dort auch König Ludwig III. Zuflucht, bevor er im Salzburger Anif seine Beamten und Soldaten in der „Anifer Erklärung“ vom Treueeid entband.
Das Seehotel Gamsbock wurde 1883 eröffnet und 1959/69 von der Eigentümerfamilie Hörmann mehrfach baulich verändert und erweitert. 2008 wurde es geschlossen uns später zu Eigentumswohnungen umgebaut.
Nachdem das ehemalige Gasthaus Wartstein ausgebrannt war, wurde 1907 ein Neubau errichtet und unter dem Namen Hotel Post wiedereröffnet. 1969 an die "Gesellschaft für internationale Jugendbewegung e. V." verkauft, ging es 1981 in das Eigentum des Gesamtverbandes des CVJM in Kassel über, der es seither als CVJM-Gästehaus führt.
Der Gasthof Wörndlhof ist seit 1937 im Besitz der Familie Bartels und wurde 1938 um den Alpenhof ergänzt. Einer der Inhaber war Wolfgang Bartels (1940–2007), der Bronzemedaillengewinner in der Abfahrt von 1964 bei den Olympischen Winterspielen in Innsbruck. Der Wörndlhof entstand aus dem bereits 1461 urkundlich erwähnten Wörndllehen.
1958/59 wurde das im Familienbesitz befindliche Café Gelfart und 1974/75 das Gasthaus Seeklause erbaut.

## Kultur und Sehenswürdigkeiten

### Naturschönheiten
Den Hintersee kann man auch auf einem Weg durch den so genannten Zauberwald erreichen. Der Zauberwald ist ein Geotop mit Bergsturztrümmern zwischen den Bäumen, dem eine sich im Namen widerspiegelnde, romantische Atmosphäre nachgesagt wird.

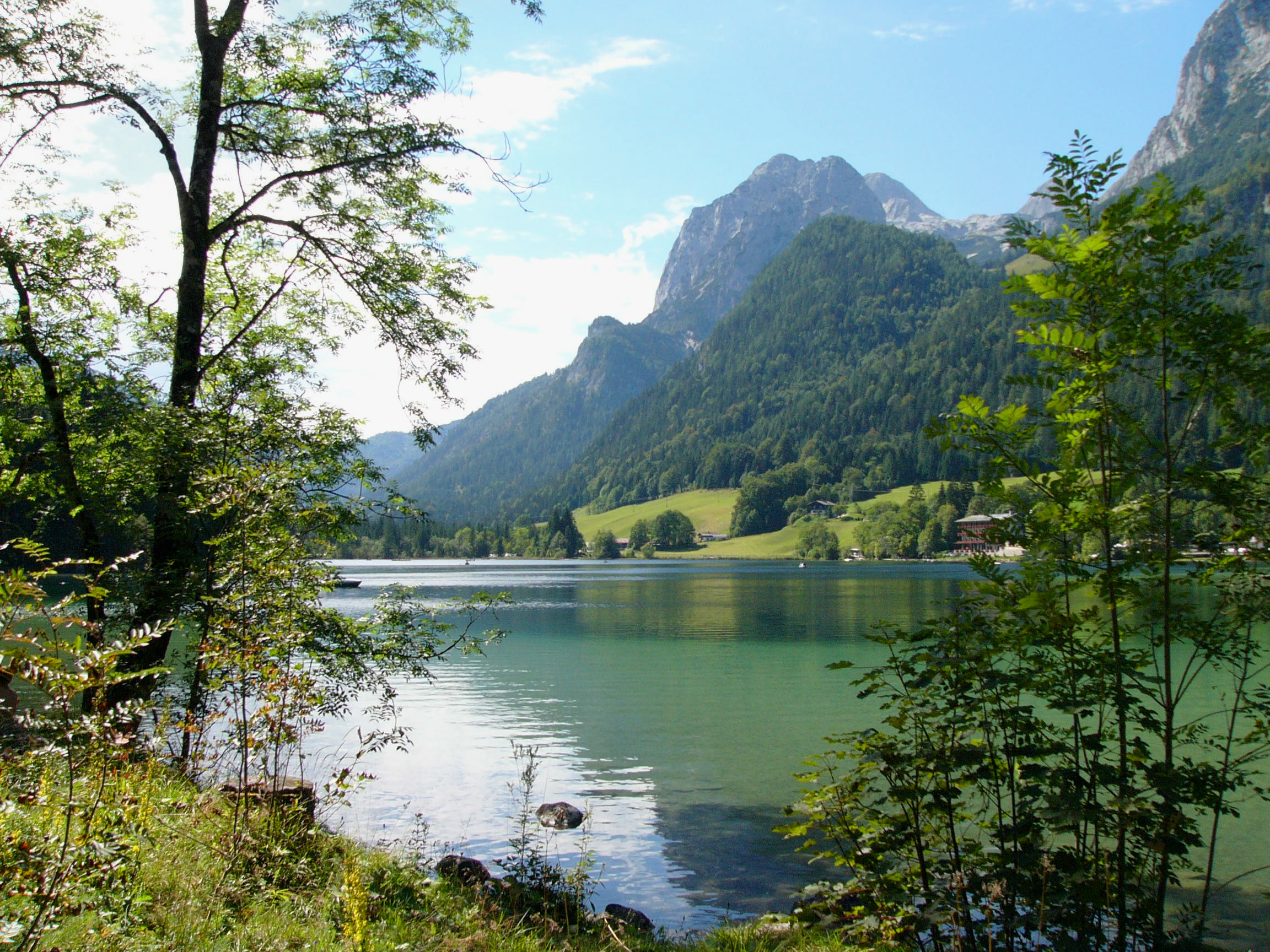
Teilansicht Hintersee
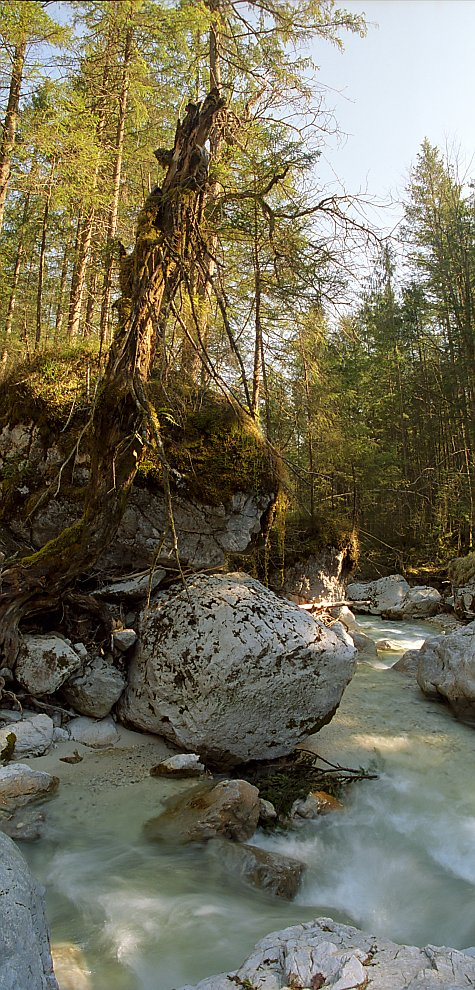
Zauberwald

Der Nationalpark Berchtesgaden, der einzige Alpen-Nationalpark Deutschlands, liegt mit der Wimbachklamm und dem Wimbachtal zu großen Teilen auf Ramsauer Gemeindegebiet. Am Eingang des Klausbachtals unweit des Hintersees dient das dorthin versetzte historische Klausbachhaus als Nationalpark-Informationsstelle und bildet den Startpunkt für viele Wanderungen und Exkursionen im Nationalparkgebiet.

### Bauwerke

#### Profangebäude
- Der Gasthof Auzinger ist ein traditionsreicher, denkmalgeschützter[15] Gasthof nahe dem Hintersee.
- Klausbachhaus (ehemaliges Laroslehen), translozierter Wohnteil eines denkmalgeschützten Berchtesgadener Lehens, heute Nationalpark-Informationsstelle

#### Sakralgebäude
- Antonikapelle mit Walmdach, denkmalgeschütztes Kirchengebäude aus dem 17. Jahrhundert

### Landschaftsmalerei
Im 19. Jahrhundert hatte sich ab den 1830ern am Hintersee eine bekannte Malerkolonie vor allem aus Vertretern der Münchner und Wiener Schule entwickelt, darunter Wilhelm Busch, Carl Rottmann, Ludwig Richter, Carl Schuch, Karl Hagemeister, Thomas Fearnley, Friedrich Gauermann, Ferdinand Waldmüller und Frederik Christian Kiærskou (1805–1891). Unter ihnen hat dann u. a. Carl Rottmann auch den See selbst zum Bildmotiv erhoben. Vielen von ihnen dienten der Gasthof Auzinger und seine Vorgängerwirtschaft Hint. See Wirth als Treffpunkt und Herberge.

### Nationalpark-Festspiele
Im Sommer 2010 wurde Die Martinsklause von Ludwig Ganghofer im Rahmen bislang einmaliger Nationalpark-Festspiele als Freilichtaufführung am Hintersee inszeniert.

## Wirtschaft und Infrastruktur

### Tourismus
Hintersee ist Ausgangspunkt für viele Wanderungen und Bergtouren zu den Gebirgsstöcken Hochkalter und Reiter Alpe sowie ins Klausbachtal Richtung Hirschbichl. Der Ort bietet Touristen Unterkunft im Gästehaus Alpen Experience - CVJM Aktivzentrum Hintersee sowie in einigen Hotels und Gaststätten.

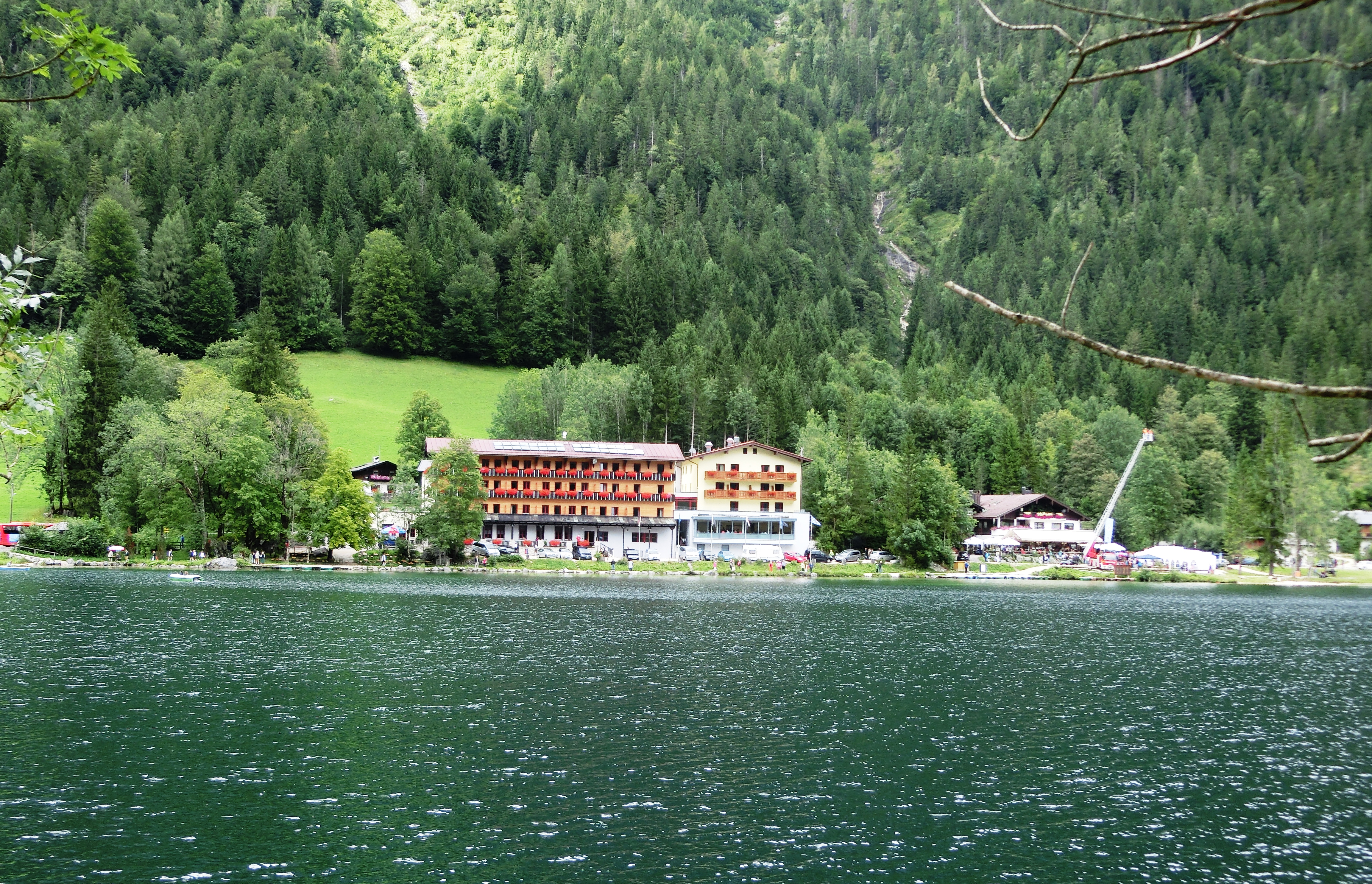
CVJM-Gästehaus